# 지방도 제345호선
지방도 제345호선은 경기도 여주시 점동면 처리와 양평군 단월면 석산리를 잇는 경기도의 지방도이다.

## 연혁
- 2005년 3월 28일 : 기존 지방도 제345호선인 '장호원 ~ 도척선'을 폐지[1]
- 2005년 3월 28일 : 지방도 제345호선을 새로 지정[2]
- 2006년 8월 31일 : 북내우회도로(여주군 북내면 신남리 ~ 당우리) 3.04km 구간 개통, 기존 도로 2.84km 구간 폐지[3]
- 2024년 6월 25일 : 천송 ~ 신남간 도로(여주시 북내면 신남리) 820m 구간 확장 개통, 기존 400m 구간 폐지[4]

## 주요 경유지
- 여주시
  - 점동면 처리입구 - 흔암리
  - 여흥동 멱곡삼거리 - 우만동 - 신진동 - 연양 교차로 - 매룡사거리 - 상리삼거리 - 상리사거리 - 여주대교
  - 오학동 여주대교 - 신륵사사거리 - 신륵사 - 신륵사고개 - 천송삼거리
  - 북내면 신남리 - 당우 교차로 - 당우삼거리 - 외룡리 - 내룡리 - 주암보건진료소 - 주암리

- 양평군
  - 지평면 일신리 - 무왕리 - (미개통 구간 : 무왕리 - 모라치)
  - 양동면 (미개통 구간 : 모라치 - 고송1리 - 양동초등학교 고송분교) - 고송2리
  - 단월면 삼가리 - 삼가교 - 삼가 교차로 - 부안교 - 단월 교차로 - 보덕 교차로 - 덕수 교차로 - 향소교 - 아래소정삼거리 - 윗소정삼거리 - 향소리 - 비솔고개 - 산음리 - 인이피삼거리 - 석산리 - 석산교

## 중복 구간
- 양평군 지평면 석불주유소 ~ 망미1교 서단 : 지방도 제341호선과 중복
- 양평군 지평면 망미1교 서단 ~ 양동면 고송리 : 지방도 제342호선과 중복
- 양평군 단월면 삼가 교차로 ~ 단월 교차로 : 국도 제6호선, 국도 제44호선과 중복
- 양평군 단월면 삼가 교차로 ~ 덕수 교차로 : 국가지원지방도 제70호선과 중복

## 도로명
- 여주시 점동면 처리입구 ~ 여흥동 멱곡삼거리 : 선사길, 선사1길
- 여주시 여흥동 멱곡삼거리 ~ 상리사거리 : 주내로
- 여주시 여흥동 상리사거리 ~ 오학동 신륵사사거리 : 여양로
- 여주시 오학동 신륵사사거리 ~ 천송삼거리 : 신륵로
- 여주시 오학동 천송삼거리 ~ 북내면 신남리 : 여양2로
- 여주시 북내면 신남리 ~ 당우삼거리 : 금당로
- 여주시 북내면 당우삼거리 ~ 양평군 지평면 무왕리 : 여양2로
- 양평군 양동면 고송1리 ~ 단월면 삼가 교차로 : 양동로
- 양평군 단월면 삼가 교차로 ~ 단월 교차로 : 경강로
- 양평군 단월면 단월 교차로 ~ 덕수 교차로 : 단월로
- 양평군 단월면 덕수 교차로 ~ 석산리 : 석산로